# ORP Warszawa (cacciatorpediniere 1988)
Il cacciatorpediniere lanciamissili ORP Warszawa ex Smelyj è stata un'unità prima della Marina Sovietica e successivamente della Marina polacca.

## Smelyj
La costruzione dell'unità, appartenente alla Classe Kashin, è avvenuta nei Cantieri Navali di Mykolaïv in Ucraina, allora sovietica. Lo scafo venne impostato il 15 novembre 1966 il varo avvenne il 6 febbraio 1968 e l'unità entrò in servizio nella Marina Sovietica il 27 dicembre 1969 con il nome "Smelyj", che in russo significa "valoroso".
Tra il 1972 e il 1974 la nave venne sottoposta a lavori di ammodernamento aggiornata al "Project 61MP" detta anche Classe Kashin Mod che la trasformarono in unità missilistica multiruolo. Gli ammodernamenti riguardarono l'armamento ed i sistemi di comando e controllo.
L'unità dopo essere stata inquadrata nella Flotta del Mar Nero nel 1982 venne trasferita nella Flotta del Baltico dove prestò servizio fino al 1987.

## ORP Warszawa
Nel 1987 la nave venne ceduta in prestito alla Polonia in sostituzione del cacciatorpediniere della Classe Kotlin ORP Warszawa, andato in disarmo nel 1986.

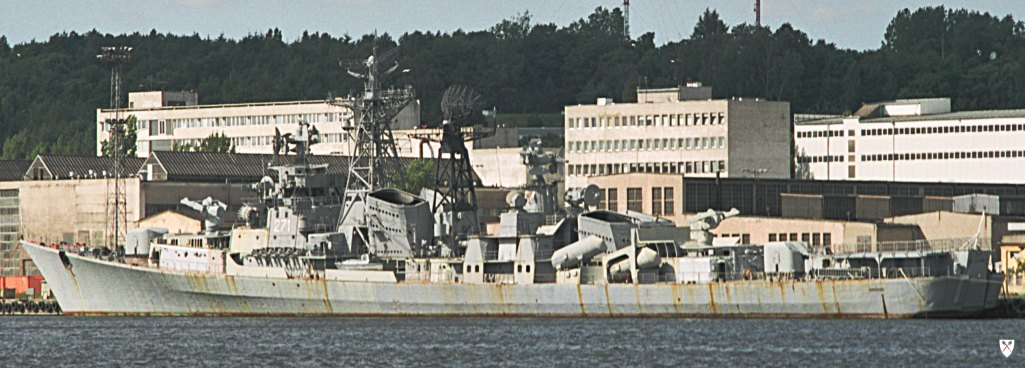
Il cacciatorpediniere "Warszawa" ex "Smelyj" nella base navale di Gdynia all'ancora in parziale stato di smantellamento

Lo Smelyj entrò in servizio nella Marina Polacca il 9 gennaio 1988 e ribattezzato "ORP Warszawa", lo stesso nome del cacciatorpediniere di cui prendeva il posto, venne inquadrato nella 3ª Flottiglia Navale di base a Gdynia. Il primo comandante dell'unità fu il Capitano di Fregata Jerzy Wójcik che era stato l'ultimo comandante della precedente unità a portare lo stesso nome e che restò al comando dell'unità fino ad ottobre del 1990. Successivamente a comandare l'unità fu il Capitano di Corvetta Zdzisław Płaczek che nel novembre 1998 lasciò il comando al Capitano di Fregata Krzysztof Maćkowiak ultimo comandante della nave.
Tra il 1992 e il 1993 la nave venne definitivamente ceduta alla Marina Polacca come pagamento di debiti che la Russia aveva nei confronti della Polonia, insieme ai sottomarini ORP Dzik e ORP Wilk, due battelli Classe Foxtrot.
Nel 2003 la Marina Polacca lo ritirò dal servizio cercando di venderlo all'estero, ma non avendo trovato acquirenti il 5 dicembre dello stesso anno venne collocato in riserva ed attualmente è ancorato nel porto di Gdynia in parziale stato di smantellamento.

### Visite all'estero
Durante il suo servizio sotto la bandiera polacca la nave nel 1989 e nel 1992 si è recata all'estero visitando i seguenti porti:
- Londra: 9 - 12 maggio 1989
- Stoccolma: 11 - 14 settembre 1989
- Warnemünde e Rostock: 5 - 9 ottobre 1989
- Kiel: 7 - 10 marzo 1992
- Amsterdam: 1º - 10 settembre 1992

### Nome
Nella storia della Marina Polacca questa è stata la terza unità a portare il nome della capitale Warszawa. La seconda era stata l'ex cacciatorpediniere sovietico Spravedlivyj della Classe Kotlin, in servizio dal 1970 al 1986, mentre la prima fu un monitore che fece parte della Flottiglia fluviale della Vistola prestando servizio dal 1920 al 1939.